# Hallenbad Feuerbach

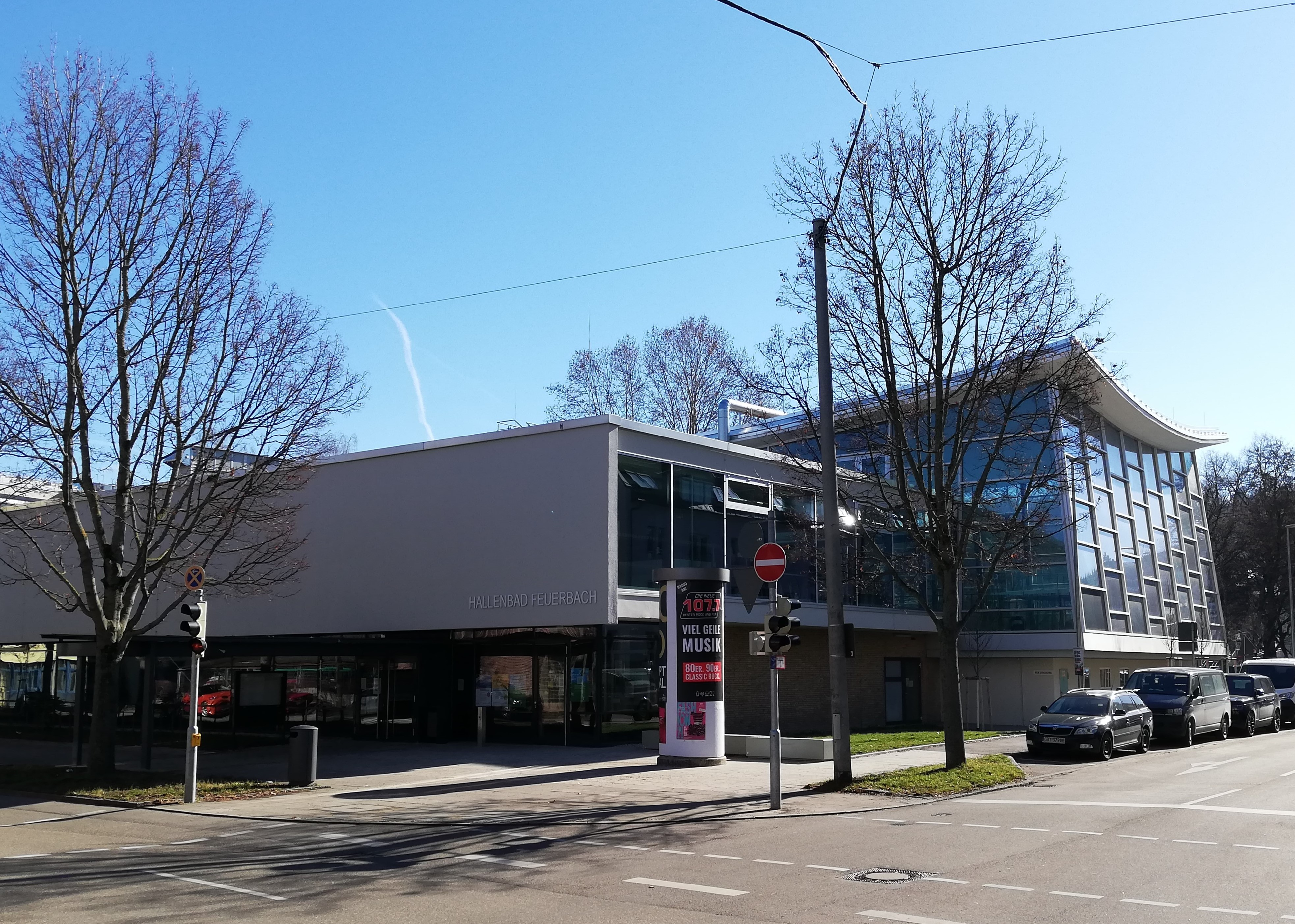
Ansicht von der Wiener Straße

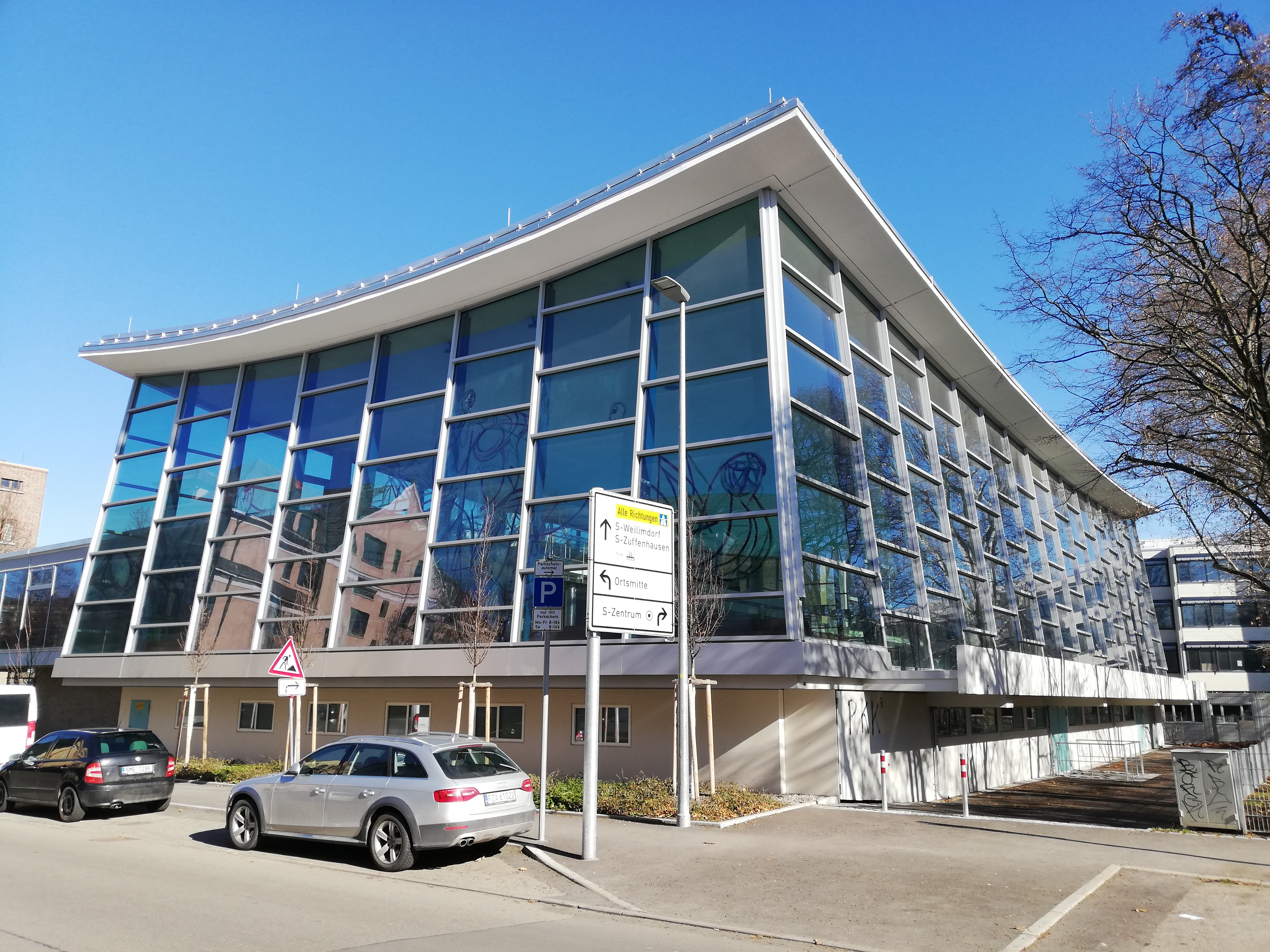
Schwimmhalle an der Leobener Straße

Das Hallenbad Feuerbach ist ein Hallenschwimmbad im Stuttgarter Stadtteil Feuerbach. Es ist seit Januar 2000 als Kulturdenkmal nach § 2 DSchG BW anerkannt.

## Geschichte und Architektur
Das Gebäude wurde nach Plänen von Manfred Lehmbruck errichtet, der 1953 (mit einem dann nicht umgesetzten Entwurf) bereits erfolgreich an einem Wettbewerb für das Stadtbad Mitte in Frankfurt am Main teilgenommen hatte. Baubeginn für das Bad in Stuttgart-Feuerbach war im September 1959. Im März 1964 wurde es eröffnet. 
Die auf einem flachen Sockel errichtete Schwimmhalle schließt sich südöstlich an einen vorgebauten Gebäuderiegel zur Wiener Straße an. Sie besteht aus einem zeltartigen Aufbau aus Leichtmetall mit einer lichten Glasfassade auf den drei dem Eingangsgebäude abgewandten Seiten. Die Glasfassade wurde 1962 von HAP Grieshaber gestaltet. Nach oben wird die Halle von einem Betonhängedach abgeschlossen, das an der geschlossenen Seite von Betonpfeilern, auf den verglasten Seiten von Stahlstützen getragen wird. Das Eingangsgebäude, dessen Hauptzugang durch ein schmales Vordach betont wird, nimmt den Kassen- und den Umkleidebereich auf. Im gleichen Gebäude ist die kaufmännische Louis-Leitz-Schule untergebracht.
Das Hallenbad wurde bis Herbst 2019 gründlich saniert.